# جونگ سوک وون
جونگ سوک وون (کره‌ای: 정석원؛ زادهٔ ۱۶ مه ۱۹۸۵) بازیگر اهل کره جنوبی است. او حرفهٔ سرگرمی خود را به عنوان بدل‌کار آغاز کرد و سپس به مدلینگ و بازیگری روی آورد و از کارهای شاخص او می‌توان به مجموعه‌های تلویزیونی شاهزاده زیرشیروانی و عاشقان هه‌اون‌ده اشاره کرد.

## زندگی شخصی
جونگ سوک ووک در سال ۲۰۱۱ شروع به قرار گذاشتن با بک جی یونگ کرد و این زوج در ۲ ژوئن ۲۰۱۳ در شرایتون گرند واکرهیل ازدواج کردند. در ۲۲ مه ۲۰۱۷، فرزند اول این زوج که یک دختر بود، با نام جونگ ها ایم به دنیا آمد.

## فیلم‌شناسی

### فیلم
| سال  | عنوان                       | نقش                   |
| ---- | --------------------------- | --------------------- |
| ۲۰۰۸ | سرنوشت                      |                       |
| ۲۰۰۸ | بازگشت دشمن                 |                       |
| ۲۰۰۸ | سلاح الهی                   |                       |
| ۲۰۱۱ | The Beast                   | کانگ ته هون           |
| ۲۰۱۱ | رازها، چیزها                | لی وو سانگ            |
| ۲۰۱۲ | آرتوبی: بازگشت به پایگاه    | چوی مین هو            |
| ۲۰۱۵ | راه طولانی خانه             | ستوان ارشد («سانگ‌وی») |
| ۲۰۱۵ | ببر: داستان یک شکارچی قدیمی | ریو                   |

### مجموعه تلویزیونی
| سال       | عنوان                   | نقش                                  | شبکه    |
| --------- | ----------------------- | ------------------------------------ | ------- |
| ۲۰۰۷      | Belle                   |                                      | کی‌بی‌اس۱ |
| ۲۰۰۸      | شاه سجونگ بزرگ          |                                      | کی‌بی‌اس۱ |
| ۲۰۰۸      | کوکیری (فیل)            |                                      | ام‌بی‌سی  |
| ۲۰۰۸      | برج دلو                 |                                      | اس‌بی‌اس  |
| ۲۰۰۸      | پرواز                   |                                      | تی‌وی‌ان  |
| ۲۰۰۸      | مامان شاغل              | نجات‌غریق استخر                       | اس‌بی‌اس  |
| ۲۰۰۸      | دنیای درون              | یو چی هان                            | کی‌بی‌اس۲ |
| ۲۰۰۹      | میراث درخشان            | جین یونگ سوک                         | اس‌بی‌اس  |
| ۲۰۰۹      | ضربه عالی روی پشت بام   | انترن پزشکی (حضور افتخاری، قسمت ۱۱۲) | ام‌بی‌سی  |
| ۲۰۰۹      | ایجاد سرنوشت            | جونگ گیو هوان                        | ام‌بی‌سی  |
| ۲۰۱۰      | دکتر چمپ                | یک سانگ بونگ                         | اس‌بی‌اس  |
| ۲۰۱۱      | درام ویژه «کریسمس سفید» | یون جونگ ایل                         | کی‌بی‌اس۲ |
| ۲۰۱۱      | کیمیاگر                 | کانگ جه بوم                          | اس‌بی‌اس  |
| ۲۰۱۱      | خانواده اوجاک‌گیو        | کیم جه ها                            | کی‌بی‌اس۲ |
| ۲۰۱۲      | شاهزاده زیرشیروانی      | وو یونگ سول                          | اس‌بی‌اس  |
| ۲۰۱۲      | عاشقان هونده            | چوی جون هیوک                         | کی‌بی‌اس۲ |
| ۲۰۱۳      | آیریس ۲: نسل جدید       | جوانی بک سان (مهمان)                 | کی‌بی‌اس۲ |
| ۲۰۱۴      | مستر بلک                | جونگ یی گون                          | ام‌بی‌سی  |
| ۲۰۱۷      | بد گایز ۲               |                                      | اوسی‌ان  |
| ۲۰۱۹–۲۰۲۰ | پادشاهی                 | بوم ایل                              | نتفلیکس |
| ۲۰۲۱      | پادشاهی: آشین شمالی     | بوم ایل                              | نتفلیکس |

### ورایتی شو
| سال  | عنوان                                       | شبکه     |
| ---- | ------------------------------------------- | -------- |
| ۲۰۰۹ | بزن بریم دریم تیم! فصل ۲                    | کی‌بی‌اس۲  |
| ۲۰۱۲ | Real Mate in Australia, Rooftop Prince Trio | کیو تی‌وی |
| ۲۰۱۳ | قانون جنگل در نیوزیلند                      | اس‌بی‌اس   |

### موزیک ویدئو
| سال  | نام آهنگ                        | آرتیست      |
| ---- | ------------------------------- | ----------- |
| ۲۰۱۲ | «خواب و خیال» (Daydream,백일몽) | پارک گیو-ری |

## جوایز و نامزدی‌ها
| سال  | مراسم                    | دسته        | نامزد / اثر | نتیجه |
| ---- | ------------------------ | ----------- | ----------- | ----- |
| ۲۰۱۰ | 2nd Korea Jewelry Awards | Topaz Award | —           | برنده |